# Palnaktjärnarna (Jokkmokks socken, Lappland, 737133-168524)
Palnaktjärnarna är en sjö i Jokkmokks kommun i Lappland och ingår i Luleälvens huvudavrinningsområde.